# Tipsligan
Tipsligan (finska: Veikkausliiga) är den högsta fotbollsserien för herrar i Finland. 12 lag deltar i Tipsligan och alla lag möter varandra tre gånger. Det lag som slutar på sista plats i Tipsligan degraderas till Ligaettan (finska: Ykkösliiga) medan det näst sista laget kvalspelar mot tvåan i Ligaettan. Tipsligan grundades år 1989, och sparkade igång sin första säsong 1990, under de två första säsongerna under namnet Fotbollsligan (finska: Futisliiga) Innan dess kallades serien för Mästerskapsserien (finska: Mestaruussarja).

## Lag säsongen 2025
| Lag           | Landskap          | Stad        | Stadium                    | Kapacitet |
| ------------- | ----------------- | ----------- | -------------------------- | --------- |
| FF Jaro       | Österbotten       | Jakobstad   | Jakobstads centralplan     | 5 000     |
| Haka          | Birkaland         | Valkeakoski | Fabriksplan                | 3 516     |
| HJK           | Nyland            | Helsingfors | Bolt Arena                 | 10 770    |
| IF Gnistan    | Nyland            | Helsingfors | Mustapekka Areena          | 1 650     |
| IFK Mariehamn | Åland             | Mariehamn   | Wiklöf Holding Arena       | 2 200     |
| Ilves         | Birkaland         | Tammerfors  | Tammela stadion            | 8 000     |
| Inter         | Egentliga Finland | Åbo         | Veritas Stadion            | 9 372     |
| KTP           | Kymmenedalen      | Kotka       | Arto Tolsa Areena          | 4 780     |
| KuPS          | Norra Savolax     | Kuopio      | Savon Sanomat Areena       | 5 000     |
| Oulu          | Norra Österbotten | Uleåborg    | Raatti Stadion             | 4 392     |
| SJK           | Södra Österbotten | Seinäjoki   | OmaSP Stadion              | 6 000     |
| VPS           | Österbotten       | Vasa        | Sandvikens fotbollsstadion | 6 000     |

## Finländska mästare

### Tipsligans mästare 1990–
| - 1990: HJK Helsingfors - 1991: FC Kuusysi, Lahtis - 1992: HJK Helsingfors - 1993: FC Jazz, Björneborg - 1994: Tampereen Palloveikot - 1995: FC Haka, Valkeakoski - 1996: FC Jazz, Björneborg - 1997: HJK Helsingfors - 1998: FC Haka, Valkeakoski - 1999: FC Haka, Valkeakoski - 2000: FC Haka, Valkeakoski - 2001: Tampere United |  | - 2002: HJK Helsingfors - 2003: HJK Helsingfors - 2004: FC Haka, Valkeakoski - 2005: MyPa, Anjalankoski - 2006: Tampere United - 2007: Tampere United - 2008: FC Inter Åbo - 2009: HJK Helsingfors - 2010: HJK Helsingfors - 2011: HJK Helsingfors - 2012: HJK Helsingfors - 2013: HJK Helsingfors |  | - 2014: HJK Helsingfors - 2015: SJK - 2016: IFK Mariehamn - 2017: HJK Helsingfors - 2018: HJK Helsingfors - 2019: KuPS - 2020: HJK Helsingfors - 2021: HJK Helsingfors - 2022: HJK Helsingfors - 2023: HJK Helsingfors - 2024: KuPS |

## Vinnare av tipsligans skytteliga
| - 1990: Kimmo Tarkkio och Marek Czakon, 16 mål - 1991: Kimmo Tarkkio, 23 mål - 1992: Luiz Antonio, 21 mål - 1993: Antti Sumiala, 20 mål - 1994: Dionísio Rangel, 17 mål - 1995: Valeri Popovitj, 21 mål - 1996: Luiz Antonio, 17 mål - 1997: Rafael, 11 mål - 1998: Matti Hiukka, 11 mål - 1999: Valeri Popovitj, 23 mål |  | - 2000: Shefki Kuqi, 19 mål - 2001: Paulus Roiha, 22 mål - 2002: Mika Kottila, 18 mål - 2003: Saku Puhakainen, 14 mål - 2004: Antti Pohja, 16 mål - 2005: Juho Mäkelä, 16 mål - 2006: Hermanni Vuorinen, 16 mål - 2007: Rafael, 14 mål - 2008: Henri Myntti och Aleksandr Kokko, 13 mål - 2009: Hermanni Vuorinen, 16 mål |  | - 2010: Juho Mäkelä, 16 mål - 2011: Timo Furuholm, 22 mål - 2012: Irakli Sirbiladze, 17 mål - 2013: Tim Väyrynen, 17 mål - 2014: Jonas Emet och Luis Solignac, 14 mål - 2015: Aleksandr Kokko, 17 mål - 2016: Roope Riski, 17 mål - 2017: Aleksei Kangaskolkka, 16 mål - 2018: Klauss, 21 mål - 2019: Filip Valenčič, 16 mål - 2020: Roope Riski, 16 mål - 2021: Benjamin Källman och Ariel Ngueukam, 14 mål - 2022: Lee Erwin, 20 mål |

### Fotnoter
1. ↑  Antti Koivukangas (31 mars 2016). ”Fotbollsligan 1990: Kuusela ledde HJK till guld”. Yle. https://svenska.yle.fi/artikel/2016/03/31/fotbollsligan-1990-kuusela-ledde-hjk-till-guld. Läst 23 november 2016.